# Покотило Василь Іванович
Васи́ль Іва́нович Покоти́ло (нар. 19 квітня 1965, Київ) — український дипломат. Тимчасовий повірений у справах України в Росії (2019—2022)

## Життєпис
Народився 19 квітня 1965 року в місті Києві. Закінчив середню школу № 111 імені С. А. Ковпака в Дарницькому районі міста Києва. У 1992 році закінчив Український інститут міжнародних відносин при Київському державному університеті імені Тараса Шевченка, міжнародні відносини.
Радник-посланник Посольства України в Росії. Працював заступником Постійного представника України при міжнародних організаціях у Відні, був заступником глави делегації України для участі в переговорах у рамках Форуму ОБСЄ зі співробітництва в галузі безпеки, Спільної консультативної групи та Консультативної комісії з відкритого неба. Також був на посаді заступник директора департаменту контролю над озброєннями та військово-технічного співробітництва в Міністерстві закордонних справ України.
22 лютого 2022 року був викликаний в Україну для проведення консультацій, у зв'язку з ухваленням керівництвом Росії протиправних рішень щодо визнання «незалежності» створених нею квазі-утворень «ЛДНР» на тимчасово окупованих територіях України..